# برنارد دورن

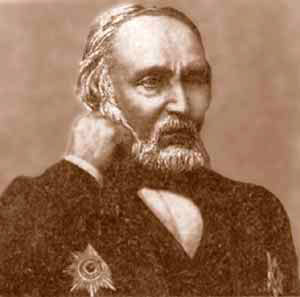
برنهارد دورن

برنارد دُورْن (بالألمانية: Bernhard Dorn)‏ (1220 - 1298ه‍ / 1805 - 1881 م ) هو مستشرق روسي من أصل ألماني. اهتم بلغة البوشتو والبشتون والأفغان عموما.

## آثاره
- «تاريخ الأفغان»، تأليف نعمة الله، ترجمة من الفارسية إلى الإنكليزية، في مجلدين، لندن 1829 ـ 1836.
- «أسماء القبائل الأفغانية»
- «شرح المزامير باللغة الحبشية»، ليبتسك، 1824.
- تاريخ طبرستان، بحسب خوديد. بطرسبورج، 1850.